# Asharismo

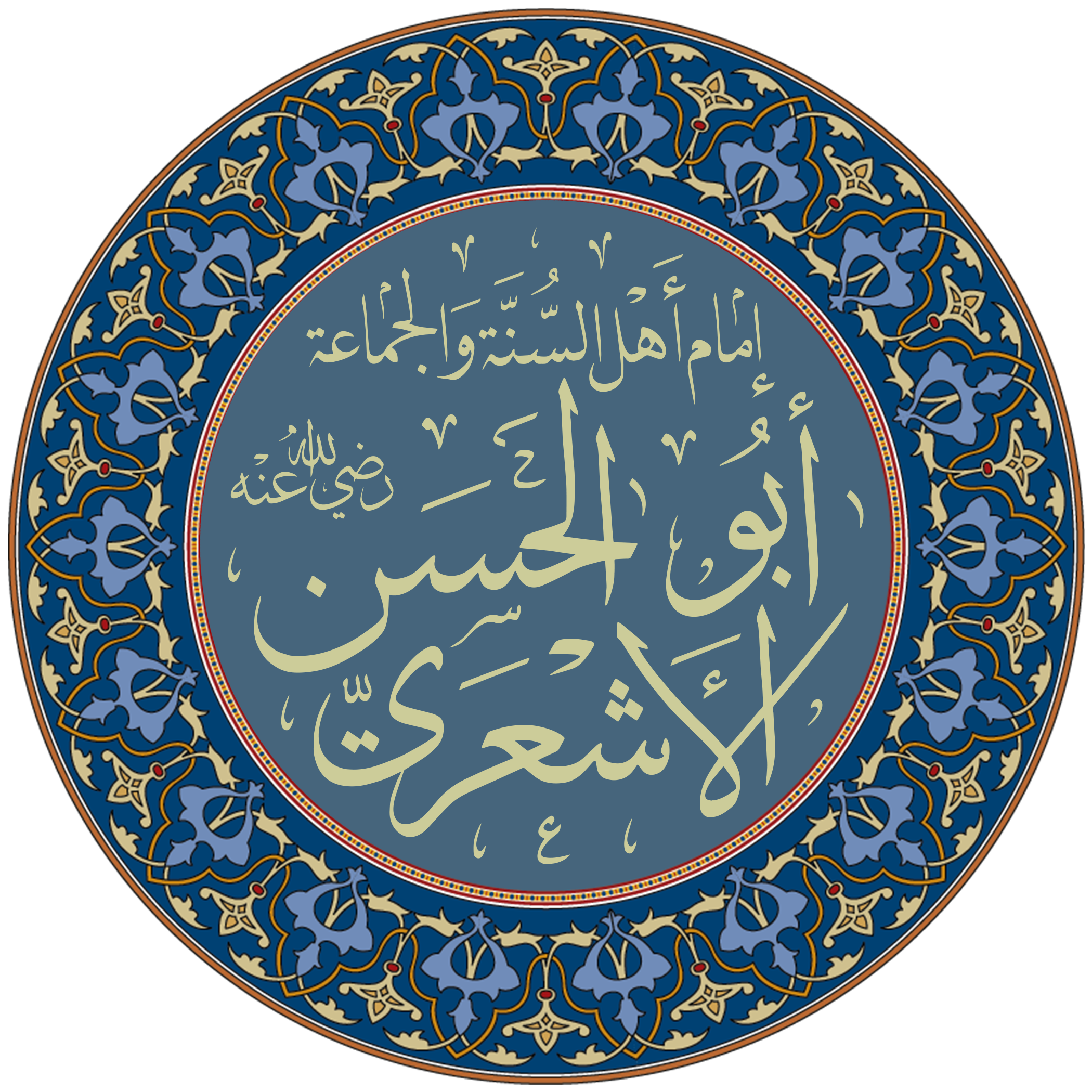
Al-Ash'ari: un resumen del nombre del erudito musulmán Abu Al-Hasan Al-Ash'ari

El Asharismo (en árabe: الأشعرية‎, romanizado: al-Ashʿariyya), también conocida como teología Asharí o escuela de Khorāsān, es una escuela Kalam de la teología musulmana, fundada por el teólogo iraquí Abu al-Hasan al-Ash'ari en el siglo x.

## Principios
Es partidaria del uso de la razón y la teología conjetural para defender la fe, aunque no al extremo de la escuela teológica Mu'tazili en cuanto a su racionalismo. Sus simpatizantes procuraron demostrar la esencia y existencia de Dios mediante razonamientos lógicos, mientras afirmaban la naturaleza increada y eterna del Corán.
Fueron acusados por los Mu'tazili de creer en la predestinación, debido a que aseguraban que la aptitud humana de comportamiento se adquiría solamente en el mismo momento de actuar.

## Practicantes Reconocidos
Entre los Ash'aritas (Asharíes) más destacados se encuentran Al-Bayhaqi, Al-Nawawi, Al-Ghazali, Izz al-Din ibn 'Abd al-Salam, Al-Suyuti, Ibn 'Asakir, Ibn Hajar al-Asqalani, Al-Qurtubi y Al-Subki, convirtiéndose así en la escuela de pensamiento con mayor adeptos entre los eruditos musulmanes. En Marruecos la Ashariyyah, junto a la escuela de derecho Malikí, es la escuela oficial adoptada por el Estado y mencionada en su Constitución.